# 羅友仁
罗友仁（？—？）藏族，云南阿墩（今德钦）人。中华民国政治人物。

## 生平
1938年，因为陷入热恋而正准备与班禅行辕卫队长益西多吉结婚的孔萨土司德钦旺姆女士，在甘孜县被刘文辉手下的815团团长章镇中及其兄弟、甘孜县政府县长章家麟扣押，阻止二人结婚。甘孜县政府宣布扣押德钦旺姆一年。章氏兄弟十分觊觎孔萨土司家族的丰厚家财，他们一方面向德钦旺姆的叔父香根活佛勒索了巨额贿赂，另一方面又对孔萨土司处以巨额罚款。香根活佛通过各种途径向刘文辉疏通。康定县的日库活佛建议刘文辉，若德钦旺姆同意到康定县结婚并在康定县安家，便同意德钦旺姆与益西多吉的婚事。刘文辉照此提出后，获得德钦旺姆和班禅行辕赞成。刘文辉乃向815团团部及甘孜县政府下达了护送益西多吉和德钦旺姆赴康定县完婚的命令，并派人赴甘孜县商议具体事宜。但章氏兄弟从中阻挠，此事未果。815团和甘孜县政府以班禅行辕离开甘孜县为释放德钦旺姆的条件，这是班禅行辕无法接受的。
1939年12月5日，在孔萨土司家服差役的亚玛康珠服役期满归家。她刚离开孔萨土司官寨，便被815团的巡逻人员误作德钦旺姆的密探而当场击毙。随后，经德钦旺姆、香根活佛与班禅行辕秘书长刘家驹等人秘密串连，1939 年12月7日，班禅行辕军务处处长罗友仁指挥班禅行辕卫队（卫队长益西多吉）、甘孜寺僧众、孔萨土司的百姓等3000余人，包围了甘孜县政府及815团团部，要求立即释放德钦旺姆，县政府及团部方面的武装很快被击溃，团长章镇中和县长章家麟被扣押，当晚章镇中服食鸦片中毒身亡。由此，甘孜事变爆发。
1941年5月23日，罗友仁出任国民政府立法院第四届立法委员。1941年8月26日，西藏班禅驻京办事处处长罗友仁向蒙藏委员会呈报了九世班禅转世灵童寻访事宜。
南京云锦业较大的商号是客帮正源兴分号，其总号设在北京。北京正源号早在1927年之前便已经和西藏大官僚、大贵族化身的喇嘛阶层有经济来往。当时，西藏噶厦北京办事处的负责人大多为西藏贵族子弟，亦官亦商，大量经营云锦生意。1927年国民政府定都南京，西藏驻京办事处随之迁至南京，南京正源兴分号继续与他们进行商业来往，此外还和西康、青海、川边、藏边等地十余个呼图克图驻京办事处往来。这些呼图克图的驻京代表亦官亦商，平时不断贩运货物入藏。遇工作调动，回藏者还受国民政府优待，可携带二、三百口箱子数量的免税货物。例如班禅驻京办事处奉调回藏的罗桑坚赞、罗桑囊嘉、阿旺桑登等人，都利用免税箱子装走大批云锦。罗桑坚赞临走时，还交给正源兴号一万多元巨额存款。罗桑坚赞在抗日战争时期死在青海，这笔存款直到1956年才由公私合营中兴源丝织厂代为还给罗桑坚赞的侄子罗友仁。

## 著作
- 罗友仁，清乾隆时福康安将军治理西藏之办法，边事研究1-2，1935年1月